# Csorba Győző Könyvtár
A Csorba Győző Könyvtár (CSGYK) pécsi székhelyű, megyei hatókörű városi könyvtár. Nevét Csorba Győző Kossuth-díjas magyar költő, műfordítóról kapta.

## Története

### A Baranya Megyei Könyvtár
A 20. század elején Pécs városának nem volt jelentős közművelődési könyvtára. Ekkor a városi múzeum keretei között indult ugyan egy kezdeményezés közkönyvtár létesítésére, de ennek szolgáltatásai 1910-re fokozatosan megszűntek. Végül Esztergár Lajos pécsi polgármester támogatásával – több évnyi előkészítő munka eredményeképpen – 1943. október 1-jén megalakult Pécs Város Közművelődési Könyvtára az Apáca utca 8. szám alatti, copf stílusú műemlék épületben. Az intézmény első vezetője Weöres Sándor volt, de a könyvtár tényleges megszervezése utóda, Csorba Győző (1916–1995) érdeme.
1949 áprilisában a Közoktatásügyi Minisztérium tíz körzeti könyvtár létrehozásáról döntött, közülük egyet Pécsett kívántak felállítani. A május 1-jén átadott Pécsi Körzeti Könyvtár tekinthető a megyei könyvtár másik jogelődének.
Az egységes magyar közművelődési könyvtári hálózat 1952-ben jött létre. Ennek keretében Pécs Város Közművelődési Könyvtára, valamint a mindössze három évet megért Pécsi Körzeti Könyvtár egyesítésével alakult meg a Baranya Megyei Könyvtár.
Az intézmény 1952. augusztus 20-án, jogelőde Apáca utcai épületében nyitotta meg kapuit. Az eddigi földszinti szobák mellé megkapta az épület emeleti helyiségeit is. A könyvtár később új épületszárnyak felépítésével (1960, 1985), valamint a szomszédos lakóházak hozzácsatolásával bővült (1974, 1988). Az így kialakított épületegyüttes már megteremtette a színvonalas könyvtári szolgáltatásokhoz szükséges elhelyezési feltételeket.
Dr. Román Lászlóné igazgatása idején (1978–1990) a könyvtár igen jelentős fejlődési utat tett meg: gazdaggá növekedett gyűjteményét megnövekedett terekben, szaktájékoztatással kibővített olvasószolgálattal közvetítette az olvasóknak, valamint sokrétű helyismereti tevékenység is kibontakozott. A megyei könyvtár szervezte a megyében működő könyvtárak munkáját, képzést, továbbképzést nyújtott, települési letéti ellátást végzett.
Több évnyi előkészület után 1981. április 2-án megnyílt a zenemű- és hangtár. 1986 és 1996 között a könyvtár Pannónia Könyvek címmel országos jelentőségű kiadványsorozatot gondozott.
A fejlődés eredményeképpen a megyei könyvtár 1989-ben Tudományos Könyvtár címet kapott.
A Baranya Megyei Könyvtár 1996-ban – az előző évben elhunyt – Csorba Győző számára azzal állított emléket, hogy felvette a Kossuth-díjas költő nevét, valamint egykori könyvtári dolgozószobájában emlékszobát rendezett be.

### A Pécsi Városi Könyvtár
Az 1960-as évek elején Pécsett is sor került a városi könyvtári rendszer újjászervezésére. A Pécsi Városi Könyvtár 1960. január 1-jén kezdte meg működését. A cél az volt, hogy fiókkönyvtári hálózat kiépítésével közelebb vigyék a szolgáltatásokat a város lakosságához.
Az első két évtizedben sorra alakultak újabb fiókkönyvtárak. 1966-ban megnyílt a pedagógiai könyvtár, 1968-ban átadták az ifjúsági könyvtárat a Kossuth Lajos (ma Király) utcában. Ugyanebben az évben megnyílt a város első, valóban könyvtári célra épült fiókkönyvtára Kertváros családi házas övezetében, a Honvéd téren. Kertváros panelházas részében, a Júlia utcában 1976-ban nyílt fiókkönyvtár, amely hamarosan felvette dr. Berze Nagy János néprajztudós nevét. Az 1. számú gyermekkönyvtár (később Nyitnikék Gyermekkönyvtár) Uránvárosban 1971. szeptember 1-jétől fogadta olvasóit.
A hazai könyvtárak közül másodikként, vidéken elsőként itt indult meg a városi mozgókönyvtári ellátás: Pécsett a peremterületek könyvtári ellátásának javítására 1974-ben átadták az első könyvtárbuszt (amelyet 1981-ben a második, 1991-ben a harmadik követett).
1975-ben avatták fel az Ifjúsági Házat, melyben új otthont kapott a városi könyvtár ifjúsági könyvtára is. A létesítményben fonotéka és hírlapolvasó is működött. A Kossuth Lajos utcai központban megnyílhatott a 2. számú gyermekkönyvtár, amit 1979-ben a 3. számú átadása követett a Bajcsy-Zsilinszky utcában. Ugyanebben az évben átadták a kibővített meszesi fiókkönyvtárat. A gyermekkönyvtári hálózat 1981-ben vált teljessé, mikor a Petőfi utcában megnyílt a 4. számú gyermekkönyvtár.
A városi könyvtár hálózatának legnagyobb egységét 1980. augusztus 20-án nyitották meg. A szigeti városrészben található 18. századi épületet – amelyet a régi tulajdonos kereskedő-iparos család után Griffaton-háznak neveztek – felújították, és egy 543 m2 alapterületű könyvtári egységet alakítottak ki. A fiókkönyvtár 1981. május 19-én felvette Várkonyi Nándor (1896–1975) könyvtáros, irodalomtörténész, szerkesztő nevét.
2009-ben a városi könyvtárnak tíz könyvtári egysége működött. Hálózata, különösen annak gyermekkönyvtári része országosan is egyedülállónak számított.

### A Csorba Győző Könyvtár
A megyei és városi könyvtár összevonása azzal a fenntartói döntéssel kezdődött el, hogy a két könyvtár integrációját a Pécs 2010 Európa Kulturális Fővárosa Projekt egyik kulcsprogramja, a Dél-dunántúli Regionális Könyvtár és Tudásközpont (a továbbiakban Tudásközpont) pályázat keretében kell végrehajtani.
2010. január 1-jén kezdte meg működését az új, integrált könyvtár, a Csorba Győző Megyei–Városi Könyvtár (2013. január 1-jétől Csorba Győző Könyvtár), amely két nagy múltú intézmény, a Csorba Győző Megyei Könyvtár és a Pécsi Városi Könyvtár integrációjának eredményeként jött létre.
A jogutódlással történő integráció során a megyei és a városi könyvtári funkciók egy intézményben kaptak helyet. Ennek megfelelően kellett kialakítani annak munkaszervezetét (Baranya Megyei Hálózati Osztály, Pécsi Városi Hálózati Osztály, Helyismereti Osztály, Zeneműtár, Olvasószolgálati Osztály, Gyűjteményszervezési Osztály, Körbirodalom Gyermekkönyvtár, Könyvkötészet).
Az egyesített könyvtár kijelölt egységei 2010. szeptember 7-ig átköltöztek a Tudásközpontba.
A 13 000 m² alapterületű Tudásközpontban a Csorba Győző Könyvtár és a Pécsi Tudományegyetem Egyetemi Könyvtár és Tudásközpont (Központi Könyvtár és a Benedek Ferenc Jogtudományi és Közgazdaságtudományi Szakkönyvtár) önálló intézményi keretek között működik, könyvtári szolgáltatásintegráció megvalósításával. Ennek megfelelően a könyvtárak együtt működtetik a Tudásközpont épületében olvasószolgálati osztályaikat, s közös könyvtári adatbázist használnak az olvasók és a kölcsönzések nyilvántartására. A két könyvtár állománya egységes elvek szerint került elhelyezésre az olvasói terekben.
Az integrált gyűjtemény kb. egymillió egységet számláló dokumentumállománnyal, valamint számítógépes adatbázisokkal várja az érdeklődőket. A gyűjteményszervezés koordináltan működik a Tudásközpontban, a közösen jóváhagyott Gyűjtőköri Kódex alapján.

## Szervezeti felépítése[2]
Igazgató
Igazgatóhelyettes
- Baranya Megyei Hálózati Főosztály
  - BKSZR Hálózati Csoport
  - BKSZR Könyvtárbusz Csoport
  - Informatikai Csoport
  - Logisztikai csoport
  - Nemzetiségi Ellátó Központ (NEK)

Igazgatási és Üzemeltetési Osztály
- Könyvkötészeti Csoport

Kommunikációs és Pályázati Csoport
Pécsi Városi Hálózati Főosztály
- Gyűjteményszervezési Osztály
- Helyismereti Osztály
  - Digitalizálási Csoport
- Olvasószolgálati Osztály
  - Raktár
- Fiókkönyvtári Hálózati Osztály
  - Belvárosi Fiókkönyvtári csoport

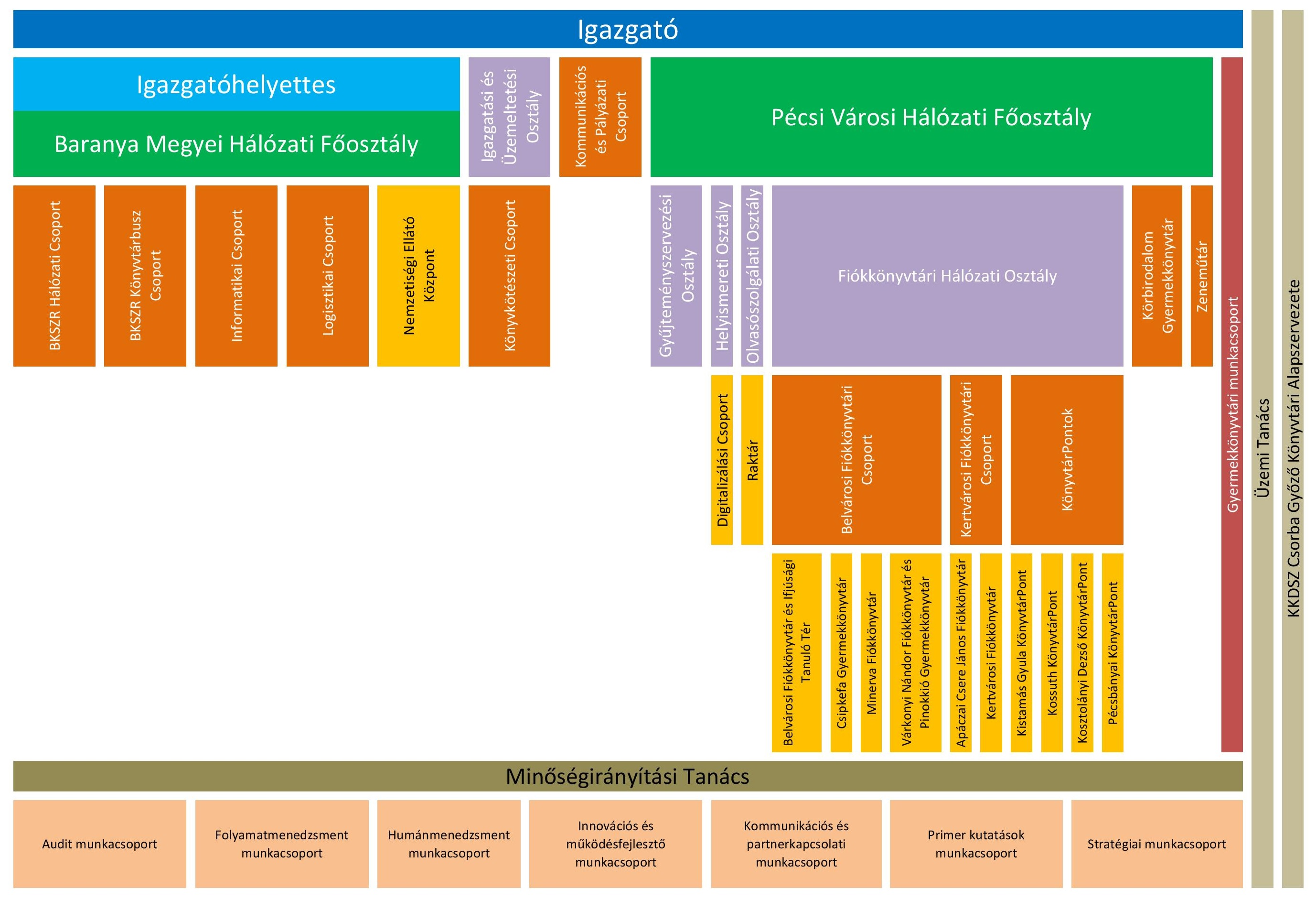
Csorba Győző Könyvtár szervezeti felépítés (2021. január 28.)

    - Belvárosi Fiókkönyvtár és Ifjúsági TanulóTér
    - Csipkefa Gyermekkönyvtár
    - Minerva Fiókkönyvtár
    - Várkonyi Nándor Fiókkönyvtár és Pinokkió Gyermekkönyvtár

  - Kertvárosi Fiókkönyvtári csoport
    - Apáczai Csere János Fiókkönyvtár
    - Kertvárosi Fiókkönyvtár

  - Könyvtárpontok
    - Kistamás Gyula KönyvtárPont
    - Kossuth KönyvtárPont
    - Kosztolányi Dezső KönyvtárPont
    - Pécsbányai KönyvtárPont
- Körbirodalom Gyermekkönyvtár
- Zeneműtár

## Állománya, gyűjteményei
A Csorba Győző Könyvtár biztosítja a közkönyvtári ellátást Baranya megye és Pécs megyei jogú város közigazgatási területén, az Országos Dokumentum-ellátási Rendszer (ODR) tagkönyvtára, Helyismereti gyűjteménye tekintetében országos gyűjtőkörű szakkönyvtár.
Állományának nagysága 2020-ban meghaladja az 1 millió dokumentumot, melyből 876 523 könyv, 1 514 hangoskönyv, 68 089 audiovizuális dokumentum (CD, DVD, diafilm, hanglemez, hangkazetta), 13 855 kotta, 37 769 időszaki kiadvány.

### Gyermekkönyvtárak
A könyvtár Pécs városának több pontján önálló gyermekkönyvtárakkal és gyermekrészlegekkel várja olvasóit. A gazdag könyvkínálat mellett folyóiratok, CD-k, DVD-k, hangoskönyvek színesítik a választékot. A gyermekek számára különböző témákban rendezvényeket, pályázatokat, versenyeket, könyvtári foglalkozásokat szerveznek a könyvtár munkatársai.

### Helyismereti gyűjtemény
A Tudásközpont 1. emeletén kialakított Helyismereti gyűjteményben minden olyan dokumentumot megtalál, amely Baranya megyével kapcsolatos: tartalmukban helyi vonatkozású dokumentumokat; a megye városairól, falvairól, helyi személyekről szóló irodalmat; a helyi szerzők műveit; a helyi kiadók és nyomdák termékeit 1949-ig, illetve 1990-től. Az olvasók rendelkezésére állnak a megyében megjelenő és megjelent napi- és hetilapok, folyóiratok eredetiben vagy fénymásolatban, mikrofilmen és számítógépes terminálon, illetve aprónyomtatványok (képeslapok, plakátok, szórólapok, meghívók, gyászjelentések stb.) is. 

### Nemzetiségi gyűjtemény
A könyvtár kiemelt feladata a Baranya megyében élő nemzetiségek könyvtári ellátása. A Tudásközpont 1. emeletén található Nemzetiségi Ellátó Központ csaknem 13 ezer darabos állománnyal szolgálja az anyanyelvű művelődést a német, horvát, szerb és cigány kisebbség számára. A gyűjtemény főként klasszikus és kortárs szépirodalomra, gyermek- és ifjúsági irodalomra, nyelvtanulást segítő kiadványokra épül, de ismeretterjesztő és szakkönyvek gazdag választékát is tartalmazza. 

### Zeneműtár
A Tudásközpont 4. emeletén található Zeneműtárban több mint hatvanötezer zenei dokumentumot tartalmazó gazdag gyűjtemény várja látogatókat. A műfajok és dokumentumtípusok széles választéka mind a zenebarátok, mind a hivatásos és nem hivatásos muzsikusok részére biztosítja az igényes szórakozáshoz, valamint a zenetanuláshoz, zeneoktatáshoz és kutatáshoz szükséges írott és hangzó anyagokat. A több mint 65.000 egységből álló gyűjtemény zenei könyveket, folyóiratokat, kottákat és AV dokumentumokat tartalmaz. 14.000 kotta, 8.000 kórusmű lapkotta, 13.000 CD, 2.500 hangkazetta, 800 zenei videókazetta és CD-ROM, 16.000 hanglemez, 700 zenei DVD, 10.000 kötet zenei könyv, és 13 féle zenei folyóirat áll a látogatók rendelkezésére.
Az elmúlt évtizedekben több kiváló muzsikus, zeneszerző, hanglemezgyűjtő és zenebarát ajándékozott a könyvtárnak zenei dokumentumokat. Többek között Takács Jenő zeneszerző, Dr. Dőry Miklós karmester és zenetanár, H. Nagy Zsuzsanna hegedűtanár, Weber Kristóf zeneszerző, Timár István lemezgyűjtő, Schlezák Auguszta énekművésznő és Horváth Gyuláné Agócsy Erika zenetanárnő hagyatékait őrzik, melyek számos ritkaságot tartalmaznak.
Tiszay Andor híres gyűjteményét a róla elnevezett zeneszobában helyezték el. A muzeális értékű hanglemezgyűjtemény normál és mikrobarázdás hanglemezekből áll, melyekhez csatlakozik a gyűjtő könyv-, plakát- és színlapgyűjteménye is. A különgyűjtemény dokumentumai csak helyben használhatók, a kutatók számára hozzáférhetők.

## Szolgáltatásai[3]

### Alapszolgálatások
- Könyvtárlátogatás
- A könyvtár által kijelölt gyűjteményrészek helybenhasználata
- Az állományfeltáró eszközök használata
- Információ a könyvtár és a könyvtári rendszer szolgáltatásairól
- Elektronikus hírlevél
- A könyvtár honlapján keresztül elérhető, regisztrációhoz nem kötött szolgáltatások

### Egyéb szolgáltatások
- Baranyai DigiTár
- Belvárosi Ifjúsági TanulóTér (BITT)
- Bibliográfiai és szakirodalmi tájékoztatás
- Dokumentumok kölcsönzése, hosszabbítása, visszavétele, előjegyzése
- Egyedi olvasójegy
- Emlékszobák
  - Csorba Győző Emlékszoba
  - Tiszay Andor Emlékszoba
  - Várkonyi Nándor Emlékszoba
- Filmpakk
- Hangoskönyv terminál
- Házhoz megy a könyvtár!
- Helyismereti tájékoztatás, sajtó- és témafigyelés
- Képregény sarok
- Könyv(fu)tár
- Könyvkötészet
- Könyvtárbuszok
- Könyvtári apartman Archiválva 2020. december 13-i dátummal a Wayback Machine-ben
- Könyvtárközi kölcsönzés
- Könyvtártúra
- Kvízek
  - 10+1: Idővonal kvíz
  - Irodalmi kvíz
- Napom Lapja
- Nemzetiségi gyűjtemény
- Olvasóklubok
  - Apáczai Könyvklub
  - Baráti Olvasók OlvasóKlubja – BOOK
  - Fülszövegelés Olvasóklub
  - Griffaton Könyvklub
  - Kibeszélő KönyvKlub (3K)
  - Könyvjelző Olvasóklub
  - Könyvtámasz Könyvklub
- Retro Könyvvásár
- Irodalomkutatás és témafigyelés
- Számítógép- és internethasználat
- TémaTéka Archiválva 2020. december 15-i dátummal a Wayback Machine-ben
- Tematikus sarok
- YouTube csatorna
- Zongorahasználat

## Kiadványai[4]

### Helytörténeti kiadványok
- A harkányi gyógyvíz és fürdőkultúra bibliográfiája (1825–2015)
- A mohácsi busójárás bibliográfiája (1862–2014)
- Öttorony vonzásában
- Pécs Város Közművelődési Könyvtárától a Csorba Győző Könyvtárig
- Történetek Baranyából

### Szülőknek, gyermekeknek szóló kiadványok
- Csorba Győző: Négy kicsi cica : Képes mese gyermekek részére
- Körbi/rodalom téged vár!
- Már én is olvasok! Olvasásnépszerűsítő, könyvajánló segédlet kisiskolásoknak és szüleiknek, nagyszüleiknek, tanítóiknak
- Olvasásra születtem! : ismeretterjesztő és könyvajánló segédlet szülőknek
- Olvasásra születtem! : Körbi kifestő könyve kicsiknek
- Olvass nekem! : ismeretterjesztő és könyvajánló segédlet szülőknek
- Pákolitz István: Kiolvasó
- Várnai Ferenc: A négy kicsi cica és a mamájuk : képes mese zongorára

### A Baranyai Könyvtárellátási Szolgáltató Rendszer kiadványai
- A Baranya megyei KSZR kiadványai sorozat
- Könyvtári HírZengő: Baranya megyei könyvtárosok lapja
- KönyvtárMozi füzetek